# Fatima Sultani
Fatima Sultani (Kabul, Afganistán, 2002) es una alpinista afgana considerada la mujer más joven al subir la cima del Noshaq.

## Biografía
Su infancia la pasó bajo el régimen de los talibanes que gobernaron su país entre 1996 y 2001. Este régimen prohibió la educación para las mujeres y que éstas pudieran salir de casa sin un pariente masculino, entre otras restricciones.
Empezó el deporte de la escalada como aficionada en 2019 con el objetivo de fomentar el interés de las chicas afganas por el alpinismo. El 6 de agosto de 2020, Sultani hizo historia del alpinismo en Afganistán cuando con dieciocho años, subió a la cima de la montaña más alta, Noshaq, situada en la provincia de Badakhshan en el norte del país. El Noshaq es también la segunda cima más alta de la cordillera Hindú Kush, después del Tirich Mir, y está situada a una altitud de 7492 m sobre el nivel del mar.
El equipo de escalada, formado por tres mujeres y seis hombres de diferentes puntos del país, comenzó la aventura el 18 de julio del 2020 y después de tres semanas, el 6 de agosto, pudieron alcanzar esta cima. Su logro permitió entrar en el selecto grupo de escaladores que la han coronado.
Sultani es uno de los miembros del equipo del grupo Hike Ventures-Afghanistán que apoya al alpinismo afgano con los recursos obtenidos por los miembros de la organización.
Ella y su equipo han conquistado cuatro cumbres de montaña hasta ahora. Una de estas cimas es el Lalan, que se encuentra en la provincia de Panjshir. La segunda cima es el Salang en la sierra de Hindú Kush, distrito de la provincia de Parwan. La tercera cima se encuentra en el monte Qurigh y el último es el pico Noshaq, ya mencionada, una de las ascensiones más duras del mundo.
Sultani practica también otros deportes y ha sido miembro de la selección nacional de boxeo, taekwondo y jiu jitsu de su país.

## Reconocimientos
Ha sido nombrada como una de las 100 mujeres de la BBC en 2021.